# Летище „Караваджо“
Летище „Караваджо“ (IATA: BGY, ICAO: LIME), познато още и като Международно летище „Орио ал Серио“, и известно, заради нискотарифните компании, които летят до него, под неофициалното си име „Милано-Бергамо“, се намира в община Орио ал Серио, на 3,7 километра югоизточно от Бергамо, Италия. Летището е на 45 km североизточно от Милано, който град обслужва, заедно с двете основни негови летища – Малпенса и Линате. През 2016 г. летището обслужва 11 159 631 пътника, което го прави третото по натоварване в Италия.
Летището е кръстено на бароковия худоник Микеланджело Меризи да Караваджо, който като дете живее в градчето Караваджо, в околностите на Бергамо.